# Chatham-Kent
Chatham-Kent (amtlich: Municipality of Chatham-Kent) ist eine Stadt in der kanadischen Provinz Ontario. Sie entstand 1998 aus dem Zusammenschluss von Chatham mit Kent County und besitzt den Status einer einstufigen Gemeinde.

## Geographie
Die überwiegend ländlich geprägte Gemeinde liegt im Südwesten der Provinz zwischen dem Eriesee und dem Lake St. Clair. Mit 2458 km² ist sie die flächenmäßig zwölftgrößte Kanadas. Der Thames River und der Sydenham River fließen durch Chatham-Kent und münden beide in den Lake St. Clair.
Etwas mehr als die Hälfte der Einwohner leben in der Stadt Chatham. Weitere Bevölkerungszentren sind Wallaceburg, Blenheim, Tilbury, Ridgetown, Dresden, Thamesville und Wheatley. Chatham-Kent grenzt an Lambton County im Norden, an Middlesex County im Nordosten, an Elgin County im Osten und an Essex County im Westen. An die Gemeinde grenzen auch die Indianerreservate Moravian 47 und Walpole Island.
Mit dem, auf der Halbinsel Pointe aux Pins im Eriesee gelegenen, 32,5 km² großen Rondeau Provincial Park liegt der zweitälteste der Provincial Parks in Ontario im Bezirk.

## Geschichte
Die Stadt Chatham entstand in den 1790er Jahren um einen Marinehafen und wurde nach Chatham in der englischen Grafschaft Kent benannt. Nach dem Gnadenhütten-Massaker in Ohio im Jahr 1782 siedelten sich in der Gegend Christliche Munsee an. Während des Britisch-Amerikanischen Kriegs fand am 5. Oktober 1813 bei Chatham die Schlacht am Thames River statt.
Kent County war im 19. Jahrhundert ein wichtiger Etappenort der sogenannten Underground Railroad. Zahlreiche entflohene Sklaven ließen sich in Chatham und Umgebung nieder, darunter Josiah Henson. Der Methodistenpastor wurde Farmer, Müller, Kirchenältester, Mitarbeiter der Underground Railroad, Gründer der Siedlung Dawn und 1842 Gründer des British American Institute, das den eingewanderten befreiten Sklaven zu Bildung und Arbeit verhalf. Hensons Lebensgeschichte von 1849 war eine wichtige Inspirationsquelle für die Schriftstellerin Harriet Beecher Stowe und deren Roman Onkel Toms Hütte, der 1851 veröffentlicht und zum einflussreichen Bestseller wurde.
Der Abolitionist John Brown plante hier den (letztlich gescheiterten) Überfall auf Harpers Ferry.
Kent County bestand aus den Gemeinden (townships) Camden, Chatham, Dover, Harwich, Howard, Orford, Raleigh, Romney, Tilbury East und Zone. Diese wurden 1998 zu Chatham-Kent fusioniert.
Als während des Zweiten Weltkrieges die Internierung von Japanern und japanischstämmigen Kanadiern erfolgte, war die Gemeinde einer der Orte die dafür ausgewählt wurden.

## Wirtschaft und Verkehr
Chatham-Kent wird einerseits von der Landwirtschaft geprägt, andererseits von der Automobilindustrie. Die wichtigsten Unternehmen sind der Nutzfahrzeughersteller Navistar International und die Zulieferbetriebe Mahle GmbH, Autoliv und Dana Incorporated. Der Ort Blenheim ist Sitz von RM Auctions, dem weltweit größten Auktionshaus für Oldtimer. Commercial Alcohol betreibt in Chatham das größte Ethanolwerk Kanadas.
Chatham-Kent liegt am Highway 401, der wichtigsten Autobahn Kanadas. VIA Rail bedient den Bahnhof von Chatham mit Corridor-Personenzügen, während der Schienengüterverkehr von der Canadian National Railway und der Canadian Pacific Railway abgewickelt wird. Greyhound Lines bietet verschiedene Busverbindungen in umliegende Großstädte an.

## Städtepartnerschaften
Chatham-Kent unterhält Städtepartnerschaften mit den folgenden Städten:
- Harpers Ferry in den Vereinigten Staaten
- Langenbielau in Polen

## Persönlichkeiten
- Douglas Anakin (1930–2020), Bobfahrer
- Shae-Lynn Bourne (* 1976), Eiskunstläuferin
- T. J. Brodie (* 1990), Eishockeyspieler
- Ernest Burgess (1886–1966), Soziologe
- Rick Chinnick (* 1953), Eishockeyspieler
- Robertson Davies (1913–1995), Schriftsteller
- John Anthony Donovan (1911–1991), kanadisch-US-amerikanischer Geistlicher, römisch-katholischer Bischof von Toledo
- Dane Fox (* 1993), Eishockeyspieler
- Jeff Jackson (* 1965), Eishockeyspieler und -funktionär
- Ferguson Jenkins (* 1942), Baseballspieler
- Ryan Jones (* 1984), Eishockeyspieler
- Geoffrey O’Hara (1882–1967), Sänger und Komponist
- Sylvia Tyson (* 1940), Singer-Songwriterin
- Todd Warriner (* 1974), Eishockeyspieler
- Brian Wiseman (* 1971), Eishockeyspieler und -trainer
- Michelle Wright (* 1961), Countrysängerin